# Список серий мультсериала «Розовая пантера»
Это список серий оригинального 124-серийного мультфильма, снимавшегося с 1964 по 1978 годы на студии DePatie-Freleng Enterprises (DFE Films).

## 1964
| Название | Дата премьеры   | Серии сезона | # |  |
| --- | --------------- | ------------ | - |  |
| «The Pink Phink» | 18 декабря 1964 | 1            | 1 |  |
| Пантера не соглашается с декоратором в вопросе выбора цвета, в который должен быть покрашен дом. В ходе сюжета между героями постоянно возникают разногласия. Серия получила премию «Оскар» в 1965 году. |                 |              |   |  |
| |                 |              |   |  |
| «Pink Pajamas» | 25 декабря 1964 | 2            | 2 |  |
| Пантера забредает в ночлежку, чтобы переночевать, и прячется от хозяина. |                 |              |   |  |

## 1965
| Название | Дата премьеры    | Серии сезона | #  |
| --- | ---------------- | ------------ | -- |
| «We Give Pink Stamps» | 12 февраля 1965  | 1            | 3  |
| Пантера обитает в универмаге, где по ночам ему приходится скрываться от уборщиков. |                  |              |    |
| |                  |              |    |
| «Dial 'P' for Pink» | 17 марта 1965    | 2            | 4  |
| Пантера живёт в сейфе, а взломщик пытается всяческими образами вскрыть или украсть его. В мультфильме звучит музыкальная тема, которая позднее станет темой инспектора (самая коммерчески успешная мелодия композитора Генри Манчини) |                  |              |    |
| |                  |              |    |
| «Sink Pink» | 12 апреля 1965   | 3            | 5  |
| Охотник-техасец решил собрать все охотничьи трофеи разом, построив ковчег и пригласив туда всех зверей, но Розовая Пантера не пришел. Это один из двух мультфильмов, где Пантера произносит речь.                                     |                  |              |    |
| |                  |              |    |
| «Pickled Pink» | 12 мая 1965      | 4            | 6  |
| Пьяница приводит Пантеру домой и пытается спрятать гостя от жены. |                  |              |    |
| |                  |              |    |
| «Pinkfinger» | 13 мая 1965      | 5            | 7  |
| Пантера становится детективом с помощью рассказчика за кадром. |                  |              |    |
| |                  |              |    |
| «Shocking Pink» | 13 мая 1965      | 6            | 8  |
| Пантера пытается отдохнуть, но ему мешает навязчивый голос, пытающийся заставить заниматься различными делами. |                  |              |    |
| |                  |              |    |
| «Pink Ice» | 17 сентября 1965 | 7            | 9  |
| Пантера пытается спасти алмазы Южной Африки от двух англичан, охотников за алмазами. Это второй мультфильм, где Пантера говорит. |                  |              |    |
| |                  |              |    |
| «The Pink Tail Fly» | 25 августа 1965  | 8            | 10 |
| Пантера пытается уснуть, но ему мешает надоедливый комар. |                  |              |    |
| |                  |              |    |
| «Pink Panzer» | 15 сентября 1965 | 9            | 11 |
| Голос за кадром настраивает Пантеру и его соседа друг против друга из-за садового инструмента. |                  |              |    |
| |                  |              |    |
| «An Ounce of Pink» | 20 октября 1965  | 10           | 12 |
| Пантера встречается с говорящими весами, которые предсказывают будущее. |                  |              |    |
| |                  |              |    |
| «Reel Pink» | 16 ноября 1965   | 11           | 13 |
| Пантера ловит рыбу, борясь сначала с одним из червей, а затем с крабом. |                  |              |    |
| |                  |              |    |
| «Bully for Pink» | 14 декабря 1965  | 12           | 14 |
| Пантера становится Тореадором, одалживая плащ у мага. |                  |              |    |

## 1966
| Название | Дата премьеры    | Серии сезона | #  |
| --- | ---------------- | ------------ | -- |
| «Pink Punch» | 21 февраля 1966  | 1            | 15 |
| Пантера демонстрирует розовый пунш, однако звёздочка на рекламном плакате становится зелёной, к большому негодованию Пантеры. Когда у Пантеры возникает желание продемонстрировать зелёный пунш, звёздочка на плакате становится розовой. |                  |              |    |
| |                  |              |    |
| «Pink Pistons» | 16 марта 1966    | 2            | 16 |
| Пантера покупает автомобиль и невольно становится участником уличной гонки. |                  |              |    |
| |                  |              |    |
| «Vitamin Pink» | 6 апреля 1966    | 3            | 17 |
| Сюжет основан на традициях продажи тонизирующих средств на Диком Западе. Пантера продает чудодейственный витамин, а потом охотится за одним из своих покупателей, который оказался сбежавшим из тюрьмы преступником. |                  |              |    |
| |                  |              |    |
| «The Pink Blueprint» | 25 мая 1966      | 4            | 18 |
| Пантера и строитель пытаются строить дом, каждый — по своему плану. Чертежи проектов домов выведены на листах двух цветов — синего и розового. В процессе строительства между пантерой и строителем возникают разногласия. Перекрасив розовый чертёж в синий цвет, пантера кладёт его в карман строителю, в результате чего он всего лишь вырезает из дерева конструкцию проекта дома и приделывает её к уже существующему дому. При первом открытии двери конструкция падает на землю. Мультфильм номинирован на премию Academy Award. |                  |              |    |
| |                  |              |    |
| «Pink, Plunk, Plink» | 25 мая 1966      | 5            | 19 |
| Пантера учится играть на скрипке и, явившись в Концертный зал, постоянно прерывает исполнение Симфонии № 5 Бетховена, играя «Тему Розовой Пантеры» на различных инструментах. В этой серии присутствует небольшое камео композитора Генри Манчини. |                  |              |    |
| |                  |              |    |
| «Smile Pretty, Say Pink» | 29 мая 1966      | 6            | 20 |
| Пантера сражается с фотографом в Национальном Парке Пинкстоуна. |                  |              |    |
| |                  |              |    |
| «Pink-A-Boo» | 26 июня 1966     | 7            | 21 |
| Пантера сражается с голодной мышью, совершающей набеги на холодильник. |                  |              |    |
| |                  |              |    |
| «Genie with the Light Pink Fur» | 14 сентября 1966 | 8            | 22 |
| Пантера находит волшебную лампу и становится джинном. |                  |              |    |
| |                  |              |    |
| «Super Pink» | 12 октября 1966  | 9            | 23 |
| Пантера решает быть супергероем и пытается помочь старушке. |                  |              |    |
| |                  |              |    |
| «Rock A Bye Pinky» | 23 декабря 1966  | 10           | 24 |
| Охотник с собакой не дает заснуть Пантере своим храпом. |                  |              |    |

## 1967
| Название | Дата премьеры   | Серии сезона | #  |
| --- | --------------- | ------------ | -- |
| «Pinknic» | 6 января 1967   | 1            | 25 |
| Пантера зимует в охотничьем домике вместе с плотоядной мышью. Его задача продержаться до весны, не умерев от голода и самому не став съеденным. |                 |              |    |
| |                 |              |    |
| «Pink Panic» | 11 января 1967  | 2            | 26 |
| Ночью Пантера укрывается от непогоды в странном отеле...                                                                                        |                 |              |    |
| |                 |              |    |
| «Pink Posies» | 26 апреля 1967  | 3            | 27 |
| Пантера хозяйничает на чужом садовом участке, заменяя все жёлтые цветы розовыми.                                                                |                 |              |    |
| |                 |              |    |
| «Pink of the Litter» | 17 мая 1967     | 4            | 28 |
| Пантере предписано убрать весь мусор в городе                                                                                                   |                 |              |    |
| |                 |              |    |
| «In the Pink» | 18 мая 1967     | 5            | 29 |
| Пантера приходит в гимнастический зал. |                 |              |    |
| |                 |              |    |
| «Jet Pink» | 13 июня 1967    | 6            | 30 |
| Пантера проникает на военный полигон и летает на истребителе.                                                                                   |                 |              |    |
| |                 |              |    |
| «Pink Paradise» | 24 июня 1967    | 7            | 31 |
| Пантера забредает на необитаемый остров и сталкивается с человеком и его псом.                                                                  |                 |              |    |
| |                 |              |    |
| «Pinto Pink» | 19 июля 1967    | 8            | 32 |
| Пантера возвращается домой из путешествия и пытается оседлать лошадь, чтобы быстрее добраться до места назначения.                              |                 |              |    |
| |                 |              |    |
| «Congratulations! It’s Pink» | 27 октября 1967 | 9            | 33 |
| Пантера крадет у туристов корзинку, но вместо съестного обнаруживает там младенца. Приходится возиться с ним до возвращения родителей...        |                 |              |    |
| |                 |              |    |
| «Prefabricated Pink» | 22 ноября 1967  | 10           | 34 |
| Пантера работает на стройке. |                 |              |    |
| |                 |              |    |
| «The Hand is Pinker Than the Eye» | 20 декабря 1967 | 11           | 35 |
| Пантера вторгается в дом мага. |                 |              |    |
| |                 |              |    |
| «Pink Outs» | 27 декабря 1967 | 12           | 36 |
| Серия из двенадцати коротких сюжетов. |                 |              |    |

## 1968
| Название | Дата премьеры    | Серии сезона | #  |
| --- | ---------------- | ------------ | -- |
| «Sky Blue Pink» | 3 января 1968    | 1            | 37 |
| Пантера пытается запустить бумажного змея. |                  |              |    |
| |                  |              |    |
| «Pinkadilly Circus» | 21 февраля 1968  | 2            | 38 |
| Незнакомый прохожий помог Пантере вытащить занозу из лапы. Благодарность Пантеры не имеет границ — к неудовольствию жены спасителя! |                  |              |    |
| |                  |              |    |
| «Psychedelic Pink» | 13 марта 1968    | 3            | 39 |
| Пантера посещает магазин эзотерической литературы. |                  |              |    |
| |                  |              |    |
| «Come On In! The Water's Pink» | 10 апреля 1968   | 4            | 40 |
| Пантера состязается с силачом на пляже для мускулистых. |                  |              |    |
| |                  |              |    |
| «Put-Put, Pink» | 14 апреля 1968   | 5            | 41 |
| Пантера пытается самостоятельно сконструировать мотоцикл и прокатиться на нём. |                  |              |    |
| |                  |              |    |
| «G.I. Pink» | 1 мая 1968       | 6            | 42 |
| Пантера служит в армии. |                  |              |    |
| |                  |              |    |
| «Lucky Pink» | 7 мая 1968       | 7            | 43 |
| Пантера находит подкову и пытается вернуть её владельцу – вору, грабящему банк. Вот только на счастье ли? |                  |              |    |
| |                  |              |    |
| «The Pink Quarterback» | 22 мая 1968      | 8            | 44 |
| Пантера находит и теряет монету в четверть доллара. |                  |              |    |
| |                  |              |    |
| «Twinkle, Twinkle Little Pink» | 30 июня 1968     | 9            | 45 |
| Пантера строит свой дом между обсерваторией и луной. |                  |              |    |
| |                  |              |    |
| «Pink Valiant» | 10 июля 1968     | 10           | 46 |
| Пантера должен спасти принцессу, похищенную Чёрным Рыцарем — но для начала обуздать ретивую лошадь!.. |                  |              |    |
| |                  |              |    |
| «The Pink Pill» | 31 июля 1968     | 11           | 47 |
| Поскользнувшись на кожуре от банана, Пантера попадает в больницу, где с ним происходят всякие неприятности, что веселит его соседа по палате. Впоследствии Пантеру выписывают из больницы, но почти сразу же он возвращается туда — на этот раз с травмой ноги. |                  |              |    |
| |                  |              |    |
| «Prehistoric Pink» | 7 августа 1968   | 12           | 48 |
| Доисторические времена. Пантера и пещерный человек изобретают первые технические приспособления. |                  |              |    |
| |                  |              |    |
| «Pink in the Clink» | 18 сентября 1968 | 13           | 49 |
| Грабитель вынуждает Пантеру на соучастие в преступлении. Их цель – взломать сейф на территории завода... |                  |              |    |
| |                  |              |    |
| «Little Beaux Pink» | 2 октября 1968   | 14           | 50 |
| Пантера со своей овечкой осваивается в Техасе. |                  |              |    |
| |                  |              |    |
| «Tickled Pink» | 6 октября 1968   | 15           | 51 |
| Пантера катается на волшебных роликах. |                  |              |    |
| |                  |              |    |
| «Pink Sphinx» | 23 октября 1968  | 16           | 52 |
| Пантера покупает верблюда и отправляется на поиски древнего сокровища. |                  |              |    |
| |                  |              |    |
| «Pink Is a Many Splintered Thing» | 20 ноября 1968   | 17           | 53 |
| Пантера становится дровосеком. |                  |              |    |
| |                  |              |    |
| «The Pink Package Plot» | 11 декабря 1968  | 18           | 54 |
| Угрожая Пантере пистолетом, незадачливый террорист заставляет его отнести в посольство странную посылку... |                  |              |    |
| |                  |              |    |
| «Pinkcome Tax» | 20 декабря 1968  | 19           | 55 |
| Средние века. Пантера пытается выручить из заточения бедняка, не уплатившего в казну налоги. |                  |              |    |

## 1969
| Название | Дата премьеры   | Серии сезона | #  |
| --- | --------------- | ------------ | -- |
| «Pink-A-Rella» | 8 января 1969   | 1            | 56 |
| Пантера находит волшебную палочку и помогает замарашке выиграть конкурс красоты и свидание с Пелвисом Парсли. Отсылки известные сюжет современная сказка Золушка. |                 |              |    |
| |                 |              |    |
| «Pink Pest Control» | 12 февраля 1969 | 2            | 57 |
| Пантере не даёт покоя термит. |                 |              |    |
| |                 |              |    |
| «Think Before You Pink» | 19 марта 1969   | 3            | 58 |
| Пантера пытается перейти дорогу с оживленным движением. После нескольких неудачных попыток он обращается в национальный пешеходный клуб, где мужчина с длинным носом предлагает ему 3 варианта развития проблемы. Все три попытки действовать по советам клуба проваливаются — перейти дорогу герою нормальным образом так и не удалось. Не удалось также перейти дорогу и посредством прибития досок к крыше многоэтажного дома — вся конструкция падает на землю. |                 |              |    |
| |                 |              |    |
| «Slink Pink» | 2 апреля 1969   | 4            | 59 |
| Пантера прячется в доме охотника. |                 |              |    |
| |                 |              |    |
| «In the Pink of the Night» | 18 мая 1969     | 5            | 60 |
| Как приучить себя вставать рано утром? Конечно же, купить часы с кукушкой! Пантера покупает себе часы с кукушкой, но уже совсем скоро кукушка начинает всячески раздражать его. Когда терпение было уже на исходе, Пантера снимает часы и сбрасывает их в воду. Утопить их не удалось, и кукушка возвращает часы на своё место. |                 |              |    |
| |                 |              |    |
| «Pink on the Cob» | 29 мая 1969     | 6            | 61 |
| Пантера воюет с воронами, пытающимися украсть его кукурузу. |                 |              |    |
| |                 |              |    |
| «Extinct Pink» | 20 июня 1969    | 7            | 62 |
| Пантера вступает в битву за кость с пещерным человеком и двумя динозаврами. |                 |              |    |

## 1971
| Название | Дата премьеры    | Серии сезона | #  |
| --- | ---------------- | ------------ | -- |
| «A Fly in the Pink» | 23 июня 1971     | 1            | 63 |
| Пантера сражается с плодовой мухой, уничтожающей всё на своем пути. |                  |              |    |
| |                  |              |    |
| «Pink Blue Plate» | 18 июля 1971     | 2            | 64 |
| Пантера подряжается работать в кафе поблизости от стройки... |                  |              |    |
| |                  |              |    |
| «Pink Tuba-Dore» | 4 августа 1971   | 3            | 65 |
| Начинающий трубач постоянно прерывает сон Пантеры игрой на своем инструменте. |                  |              |    |
| |                  |              |    |
| «Pink Pranks» | 28 августа 1971  | 4            | 66 |
| Вместо Рима Пантера попадает на Крайний Север, где встречается с симпатичным тюленем. |                  |              |    |
| |                  |              |    |
| «The Pink Flea» | 15 сентября 1971 | 5            | 67 |
| Пантере мешает надоедливая собачья блоха. |                  |              |    |
| |                  |              |    |
| «Psst Pink» | 15 сентября 1971 | 6            | 68 |
| У Пантеры спустилась шина в автомобильном колесе. А запасная укатывается прочь, и поймать её чрезвычайно сложно...                                                                                             |                  |              |    |
| |                  |              |    |
| «Gong With the Pink» | 20 октября 1971  | 7            | 69 |
| Пантера нанимается официантом в китайский ресторанчик. |                  |              |    |
| |                  |              |    |
| «Pink-In» | 20 октября 1971  | 8            | 70 |
| Пантера читает письмо своего старого приятеля Зычного Луи. В серию включены фрагменты предыдущих мультфильмов сериала (G.I.Pink, Pink in the Clink, Pink Pajamas, The Pink Package Plot), а также новые кадры. |                  |              |    |
| |                  |              |    |
| «Pink 8 Ball» | 6 декабря 1971   | 9            | 71 |
| Пантера пытается стать баскетболистом. |                  |              |    |

## 1974
| Название                                                                             | Дата премьеры | Серии сезона | #  |  |
| ------------------------------------------------------------------------------------ | ------------- | ------------ | -- |  |
| «Pink Aye»                                                                           | 16 мая 1974   | 1            | 72 |  |
| Приключения Пантеры на корабле S.S. Luxitania, в компании знаменитой оперной дивы... |               |              |    |  |
|                                                                                      |               |              |    |  |
| «Trail of the Lonesome Pink»                                                         | 27 июня 1974  | 2            | 73 |  |
| Пантера и несколько черепах борются против трапперов (охотников на пушных зверей).   |               |              |    |  |

## 1975
| Название                                                                               | Дата премьеры   | Серии сезона | #  |
| -------------------------------------------------------------------------------------- | --------------- | ------------ | -- |
| «Pink DaVinci»                                                                         | 23 июня 1975    | 1            | 74 |
| Оказывается, своей загадочной улыбкой Мона Лиза обязана Розовой Пантере!               |                 |              |    |
|                                                                                        |                 |              |    |
| «Pink Streaker»                                                                        | 27 июня 1975    | 2            | 75 |
| Пантера катается на лыжах.                                                             |                 |              |    |
|                                                                                        |                 |              |    |
| «Salmon Pink»                                                                          | 25 июля 1975    | 3            | 76 |
| Пантера встречает в бухте дружелюбную рыбу.                                            |                 |              |    |
|                                                                                        |                 |              |    |
| «Forty Pink Winks»                                                                     | 8 августа 1975  | 4            | 77 |
| В поисках ночлега Пантера забредает в фешенебельный отель...                           |                 |              |    |
|                                                                                        |                 |              |    |
| «Pink Plasma»                                                                          | 8 августа 1975  | 5            | 78 |
| Пантера встречает графа Дракулу в Трансильвании.                                       |                 |              |    |
|                                                                                        |                 |              |    |
| «Pink Elephant»                                                                        | 20 октября 1975 | 6            | 79 |
| За Пантерой увязывается слон из зоопарка.                                              |                 |              |    |
|                                                                                        |                 |              |    |
| «Keep Our Forests' Pink»                                                               | 20 октября 1975 | 7            | 80 |
| Пантера наводит порядок в лесопарке, несмотря на все ухищрения одного недоброжелателя. |                 |              |    |
|                                                                                        |                 |              |    |
| «Bobolink Pink»                                                                        | 30 декабря 1975 | 8            | 81 |
| Пантера учит летать маленького птенчика.                                               |                 |              |    |
|                                                                                        |                 |              |    |
| «It’s Pink But Is It Mink?»                                                            | 30 декабря 1975 | 9            | 82 |
| Джейн подговаривает Тарзана поймать Розовую Пантеру.                                   |                 |              |    |
|                                                                                        |                 |              |    |
| «Pink Campaign»                                                                        | 30 декабря 1975 | 10           | 83 |
| Пантера крадёт дом дровосека в отместку за то, что он уничтожил его дом.               |                 |              |    |
|                                                                                        |                 |              |    |
| «The Scarlet Pinkernel»                                                                | 30 декабря 1975 | 11           | 84 |
| Пантера пытается спасти собак, пойманных ловцами бродячих животных.                    |                 |              |    |

## 1976
| Название | Дата премьеры  | Серии сезона | #  |
| --- | -------------- | ------------ | -- |
| «Mystic Pink» | 6 января 1976  | 1            | 85 |
| Пантера находит волшебный цилиндр, набитый кроликами.                                                              |                |              |    |
| |                |              |    |
| «The Pink of Arabee»                                                                                               | 13 марта 1976  | 2            | 86 |
| Веревка, оживлённая магией индийского факира, влюбляется в хвост Пантеры.                                          |                |              |    |
| |                |              |    |
| «The Pink Pro» | 12 апреля 1976 | 3            | 87 |
| Пантера обучает человека с большим носом разным видам спорта.                                                      |                |              |    |
| |                |              |    |
| «Pink Piper» | 30 апреля 1976 | 4            | 88 |
| Пантера с помощью дудочки выводит грызунов из города.                                                              |                |              |    |
| |                |              |    |
| «Pinky Doodle» | 28 апреля 1976 | 5            | 89 |
| 1776 год. Храбрый гонец Пантера отправляется в город предупредить о приближении врага.                             |                |              |    |
| |                |              |    |
| «Sherlock Pink» | 29 июня 1976   | 6            | 90 |
| Частный детектив Пантера пытается расследовать, кто украл его завтрак, но невзначай обнаруживает другого жулика... |                |              |    |
| |                |              |    |
| «Rocky Pink» | 9 июля 1976    | 7            | 91 |
| Пантера приобретает себе камень в качестве... домашнего питомца.                                                   |                |              |    |

## 1977
| Название                                                       | Дата премьеры | Серии сезона | #  |
| -------------------------------------------------------------- | ------------- | ------------ | -- |
| «Therapeutic Pink»                                             | 1 апреля 1977 | 1            | 92 |
| Пантера хочет освободиться от собаки, вцепившейся ему в хвост. |               |              |    |

## 1978
| Название | Дата премьеры   | Серии сезона | #   |
| --- | --------------- | ------------ | --- |
| «Pink Pictures» | 23 октября 1978 | 1            | 93  |
| Пантера решает освоить искусство фотографии. |                 |              |     |
| |                 |              |     |
| «Pink Arcade» | 24 октября 1978 | 2            | 94  |
| В зале игровых автоматов Пантере явно не придётся скучать! |                 |              |     |
| |                 |              |     |
| «Pink Lemonade» | 4 ноября 1978   | 3            | 95  |
| Спасаясь от злого пса, Пантера прячется в доме его хозяев и притворяется мягкой игрушкой. |                 |              |     |
| |                 |              |     |
| «Pink Trumpet» | 4 ноября 1978   | 4            | 96  |
| В мотеле Пантера решает попрактиковаться в игре на трубе. |                 |              |     |
| |                 |              |     |
| «Sprinkle Me Pink» | 11 ноября 1978  | 5            | 97  |
| Пантера отправляется на пикник, но следом устремляется назойливое облако. |                 |              |     |
| |                 |              |     |
| «Dietetic Pink» | 11 ноября 1978  | 6            | 98  |
| Пантера пытается похудеть. |                 |              |     |
| |                 |              |     |
| «Pink U.F.O.» | 17 ноября 1978  | 7            | 99  |
| Вместо бабочки Пантера ловит маленький НЛО. |                 |              |     |
| |                 |              |     |
| «Pink Lightning» | 17 ноября 1978  | 8            | 100 |
| Пантера покупает старую машину доктора Джекилла, которая, как и бывший хозяин, умеет менять облик... |                 |              |     |
| |                 |              |     |
| «Cat and the Pinkstalk» | 18 ноября 1978  | 9            | 101 |
| Сон Пантеры, в котором продажа коровы оборачивается злоключениями в замке великана. |                 |              |     |
| |                 |              |     |
| «Pink Daddy» | 18 ноября 1978  | 10           | 102 |
| Аист по ошибке приносит Пантере крокодилёнка. |                 |              |     |
| |                 |              |     |
| «Pink S.W.A.T.» | 22 ноября 1978  | 11           | 103 |
| Пантера пытается избавиться от назойливой мухи. |                 |              |     |
| |                 |              |     |
| «Pink and Shovel» | 25 ноября 1978  | 12           | 104 |
| Пантера зарывает в землю 5-долларовую банкноту, а потом обнаруживает, что на этом месте был выстроен отель. Как же вернуть клад?                                                                                               |                 |              |     |
| |                 |              |     |
| «Pinkologist» | 2 декабря 1978  | 13           | 105 |
| Человек с большим носом посещает психиатра, жалуясь на то, что всюду его преследует Розовая Пантера. Серия содержит другие фрагменты мультсериала, в частности выдержки из Rock-a-bye Pinky, The Pink Blueprint и Pink Posies. |                 |              |     |
| |                 |              |     |
| «Yankee Doodle Pink» | 2 декабря 1978  | 14           | 106 |
| Вариации на тему Pinky Doodle. |                 |              |     |
| |                 |              |     |
| «Pink Press» | 9 декабря 1978  | 15           | 107 |
| Газета «Ежедневная Болтология» поручает корреспонденту Пантере проникнуть в дом местной знаменитости Говарда Хьюджа, усыпив бдительность охранника и сторожевого пса...                                                        |                 |              |     |
| |                 |              |     |
| «Pet Pink Pebbles» | 9 декабря 1978  | 16           | 108 |
| Вариации на тему Rocky Pink. |                 |              |     |
| |                 |              |     |
| «The Pink of Bagdad» | 9 декабря 1978  | 17           | 109 |
| Вариации на тему The Pink of Arabee. |                 |              |     |
| |                 |              |     |
| «Pink in the Drink» | 10 декабря 1978 | 18           | 110 |
| Пантера отправляется в круиз и внезапно выясняет, что находится на пиратском корабле. |                 |              |     |
| |                 |              |     |
| «Pink Bananas» | 12 декабря 1978 | 19           | 111 |
| Пантера сталкивается с обезьянами в джунглях. |                 |              |     |
| |                 |              |     |
| «Pinktails for Two» | 12 декабря 1978 | 20           | 112 |
| Хвост Пантеры, случайно обработанный удобрением для роста растений, невероятно удлиняется. |                 |              |     |
| |                 |              |     |
| «Pink Z-Z-Z» | 13 декабря 1978 | 21           | 113 |
| Кошка не даёт Пантере заснуть. |                 |              |     |
| |                 |              |     |
| «Star Pink» | 13 декабря 1978 | 22           | 114 |
| Пантера заправляет топливом космическую тарелку. |                 |              |     |
| |                 |              |     |
| «Pink Breakfast» | 17 декабря 1978 | 23           | 115 |
| Пантера безуспешно пытается приготовить завтрак. |                 |              |     |
| |                 |              |     |
| «Pink Quackers» | 20 декабря 1978 | 24           | 116 |
| Пантера выступает в роли спасителя... заводного утёнка. |                 |              |     |
| |                 |              |     |
| «Toro Pink» | 22 декабря 1978 | 25           | 117 |
| И снова Пантера в роли тореадора. |                 |              |     |
| |                 |              |     |
| «String Along in Pink» | 23 декабря 1978 | 26           | 118 |
| Пантера из любопытства пытается узнать, куда ведёт кусок натянутой проволоки. |                 |              |     |
| |                 |              |     |
| «Pink in the Woods» | 25 декабря 1978 | 27           | 119 |
| Чтобы подстричь газон, Пантере требуется газонокосилка. |                 |              |     |
| |                 |              |     |
| «Pink Pull» | 26 декабря 1978 | 28           | 120 |
| Пантера ищет потерянную монету с помощью магнита. |                 |              |     |
| |                 |              |     |
| «Spark Plug Pink» | 28 декабря 1978 | 29           | 121 |
| Чтобы подстричь газон, Пантере требуется газонокосилка. |                 |              |     |
| |                 |              |     |
| «Doctor Pink» | 29 декабря 1978 | 30           | 122 |
| Пантера устраивается работать уборщиком в больнице, но скоро ему это надоедает и он решает попробовать себя в роли доктора...                                                                                                  |                 |              |     |
| |                 |              |     |
| «Pink Suds» | 30 декабря 1978 | 31           | 123 |
| Пантера идёт в прачечную. |                 |              |     |
| |                 |              |     |
| «Supermarket Pink» | 31 декабря 1978 | 32           | 124 |
| Пантера идёт в супермаркет. |                 |              |     |

## Розовая любовь с первого взгляда
Розовая пантера в мультфильме «Розовая любовь с первого взгляда» (англ. The Pink Panther in: Pink at First Sight) — анимационный фильм на тему 14 февраля — Дня Святого Валентина. Премьерный показ состоялся на ABC 14 февраля 1981 года. В России издавался только на видеокассетах в одноголосом закадровом синхронном переводе Максима Ошуркова, затем Антона Пронина.
Герои — Розовая пантера, директор курьерской службы, потенциальные заказчики и получатели товара. Мужчины с длинным носом в мультфильме не было.
По сценарию мультфильма, в канун 14 февраля у Пантеры нет ни любимой девушки, ни денег — за исключением семи центов, перемешанных в копилке вместе с пуговицами. В тот момент, когда герой сидел дома и скучал, к нему в квартиру врывается человек в красно-белом костюме, представитель курьерской службы. Пожелав Пантере счастливого и весёлого Дня Святого Валентина, курьер протягивает ему картонную коробку, в которой лежало маленькое платье жёлтого цвета. Пантера пытается догнать курьера на мотоцикле, попутно нарушая правила дорожного движения, подрезая другие автомобили. Он достигает курьерской службы, видит в очереди представителя, но передать платье ему не получается. Он сталкивается с руководителем курьерской службы, отчитывавшим своего бездарного подопечного. Босс просит Пантеру станцевать с целью произвести на него впечатление. Всё бы было ничего, но вследствие того, что во время танца у пантеры закружилась голова, герой падает на коробки с подарками, которые нужно доставить. Директор вышвыривает Пантеру из службы в сторону рекламного стенда с надписью «Великий Карузо».
В соседнем магазине пантера покупает кассетный плеер и предварительно записанные аудиокассеты — за семь имевшихся у него в запасе центов. Купив плеер, герой бежит обратно в курьерскую службу к кабинету босса, перебиравшего бумаги и курившего в своём кабинете. Пантера собирается произвести на босса впечатление, включает на кассете арию из оперы Руджеро Леонкавалло Паяцы и имитирует выступление Карузо под фонограмму. Из кабинета выбегает плачущий босс, и с возгласом «Я так люблю Карузо!» бросается к пантере. Так пантера получает работу в качестве курьера на День святого Валентина.
Первой точкой был поставлен богатый небоскрёб с подземной парковкой, в котором проживала молодая замужняя женщина. Пантера ничего не знает о её жизни и замужестве, поэтому дарит ей подарок в виде валентинки и открытки «Моей жене. Будь моим Валентином!». Женщина оказывается в восторге от такого подарка. Пантера и женщина проводят романтические вечер и ночь, танцуют под песни Энрико Карузо. Параллельно с работы на автомобиле приезжает муж женщины — толстый и хамоватый мужчина-гольфист с усами. Женщина прячет пантеру в шкафу, муж разрывает все открытки и подарки, затем — отжимает дверь шкафа с одеждой, где прятался главный герой. Мужчина видит пантеру и нарывается на неё с клюшкой, пантера вызывает лифт, в котором спускается муж героини. Погоня мужчины продолжается на автодороге, из которой победителем выходит пантера — её оппонент падает в реку с шоссе вследствие ДТП с участием грузового автомобиля. Далее пантера посещает чванливого классического скрипача, восхищающегося своим творчеством и живущего со служанкой. Пантера отдает ему подарок, а затем просит скрипача немного поиграть на его скрипке. Герой играет на скрипке как на электрической гитаре, после чего ломает её. Далее пантера посещает священника и отвозит ему коробку с платьем, ту самую, что вручил ей курьер в начале фильма. Священник отвлекается на разговор по телефону, и главный герой ударом ноги в это время сбрасывает из окна эту подарочную упаковку. Платье падает на автобусную остановку, его подбирает мужчина, после чего своим зонтом подобравшего избивает рядом стоявшая женщина, возможно, его мать. В это время пантера покидает пункт назначения.
Последним заданием для героя стало посещение дома жестоких гангстеров, вход в который был только по пропускам. Охранник спрашивает пантеру, для чего он собирается въехать на территорию дворца. Пантера протягивает ему визитку курьерской доставки и говорит, что собирается отвезти подарок на День Святого Валентина. Охранник отходит и пропускает пантеру в дом. В доме пантера и бандиты долго думали, что находится в такой большой коробке с подарком, предполагалось, что там могут находиться часы. После вскрытия коробки раздаётся взрыв, и все находившиеся люди попали в больницу. Во время входа в палату медсестры пантера надевает на себя маску и подключается к газовому баллону с пропаном. Глаза в это время у пантеры сменяются с жёлтых на зелёные, он имитирует обнимание с медсестрой, воображая, что перед ним девушка-пантера, после чего приходит в себя и видит перед собой перевязанных бинтом бандитов, которых пытались подорвать взрывчаткой. Он бежит из палаты и прячется в чёрной, полумрачной подворотне. Его настигают и там. Тогда пантера случайно находит в сумке аудиокассету с отрывками из теле- и радиопередач на криминальную тематику, включает её на приёмнике с целью отвлечь бандитов от себя. Во время фразы «Это полиция, вы окружены!» все гангстеры судорожно бегут и садятся в чёрный лимузин, позже — покидают место столкновения.
В конце мультфильма пантера сидит на лавке, скучает, через какое-то время видит, что девушка-пантера бросила на дороге платок с надписью «Будь моим Валентином!». Он видит её, и, наконец, наш герой встречает на мосту пантеру своей мечты, идеального кошачьего Валентина.